# Nawroz Mangal
Nawroz Khan Mangal tiếng Pashtun: نوروز خان منګل (sinh 28 tháng 11 năm 1984) là 1 right-handed batsman và ném kiểu off break. Mangal chơi cho đội tuyển quốc gia Afghanistan.

## Liên kết khác
- Nawroz Mangal at Cricinfo
- Nawroz Mangal at CricketArchive